# Waldbrand in Osttimor 2019

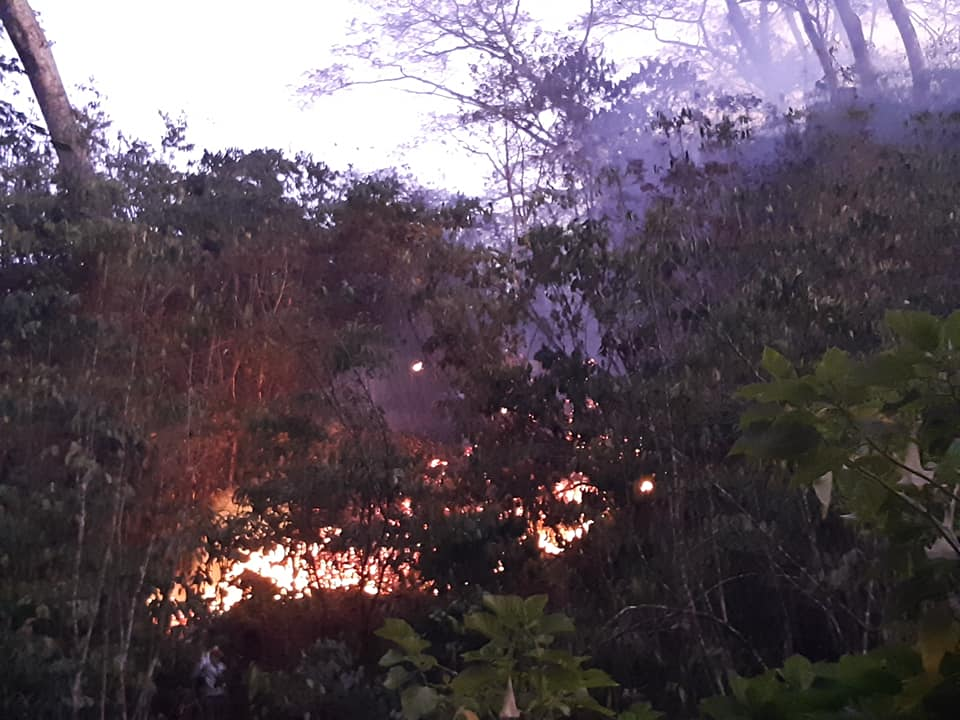
Das Feuer in Leotala

In Osttimor kam es Anfang Oktober 2019 zu einem Waldbrand, der als der größte im Land seit Menschengedenken bezeichnet wurde. Vom Feuer betroffen waren die Sucos Leotala, Açumanu (beide im Verwaltungsamt Liquiçá, Gemeinde Liquiçá), Lisapat und Urahou (damals Verwaltungsamt Hatulia, Ermera).
Bei dem Brand brannte eine Fläche von 1500 Hektar ab. 90 Prozent dieser Waldfläche enthielten Kaffeeplantagen, die die wirtschaftliche Grundlage für die Bewohner der Region darstellen. Neuanpflanzungen brauchen Jahre, bis sie wieder Früchte tragen. Auch 487 Wohnhäuser und einige Uma Lulik (Heilige Häuser), die zur Aufbewahrung traditioneller Reliquien dienen, brannten ab. 294 Familien sind betroffen. Menschen wurden nicht verletzt. Der wirtschaftliche Schaden wird mit neun Millionen US-Dollar beziffert.
Wahrscheinlich entstand das Feuer durch außer Kontrolle geratene Brandrodungen. Starke Winde fachten es an und es breitete sich schnell im Land aus, in dem gerade die Trockenzeit sich dem Ende neigt. Das bergige Gelände erschwerte die Löscharbeiten. Feuerwehr und Anwohner bekämpften gemeinsam die Flammen, darunter auch Arbeiter der 'azenda Algarve, der Kaffeeplantage im Besitz der Familie Carrascalão. Vereinzelt brannte es noch an einigen Stellen bis zum Ende der ersten Oktoberwoche.
Im Laufe des Oktobers kam es in neun der 13 Gemeinden Osttimors zu Feuern. Insgesamt wurden so zwischen dem 2. und dem 21. Oktober 664 Häuser zerstört. Darunter eine Kapelle am Tatamailau und eine Schule. Die Schäden wurden auf eine Höhe von 22 Millionen US-Dollar beziffert.

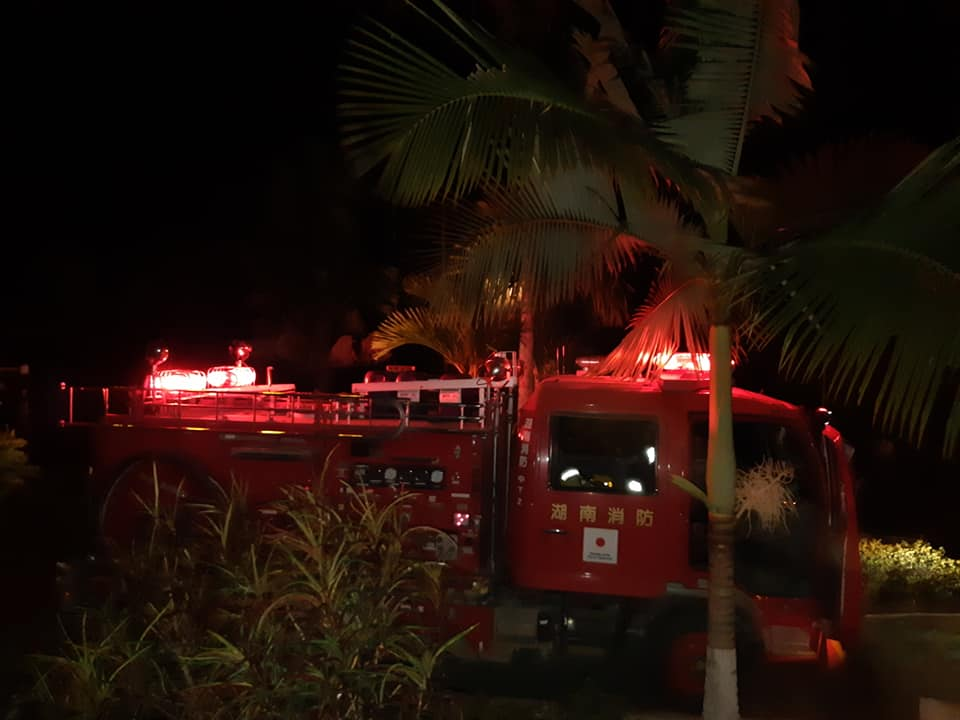
Ein Feuerwehrauto füllt in der Fazenda Algarve seine Wassertanks wieder auf
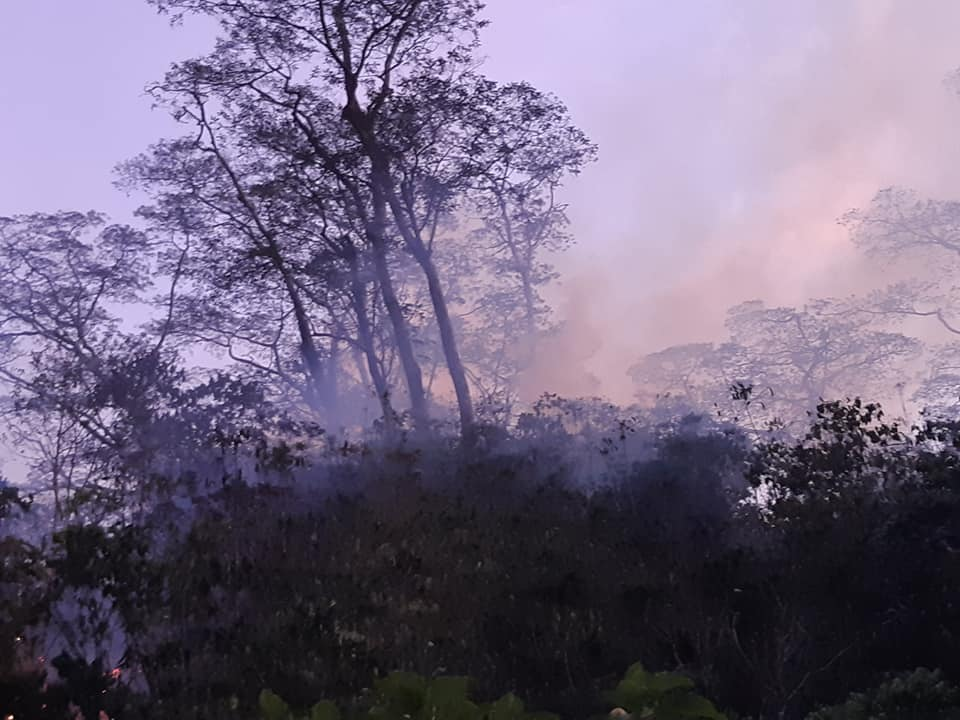
Der Waldbrand am Tag in Leotala
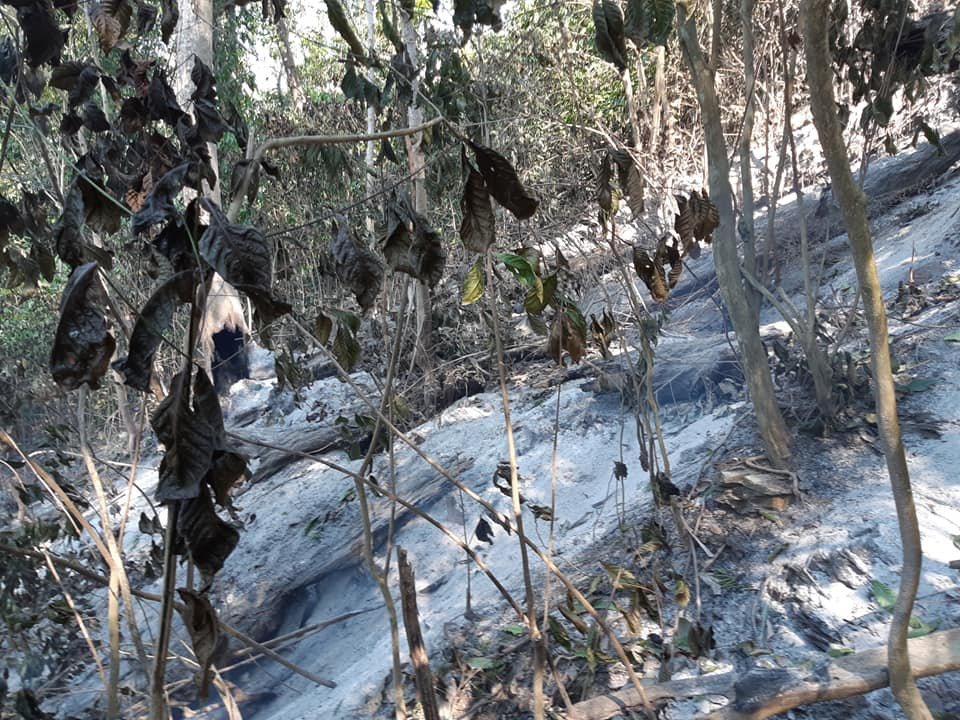
Verbanntes Land in Leotala
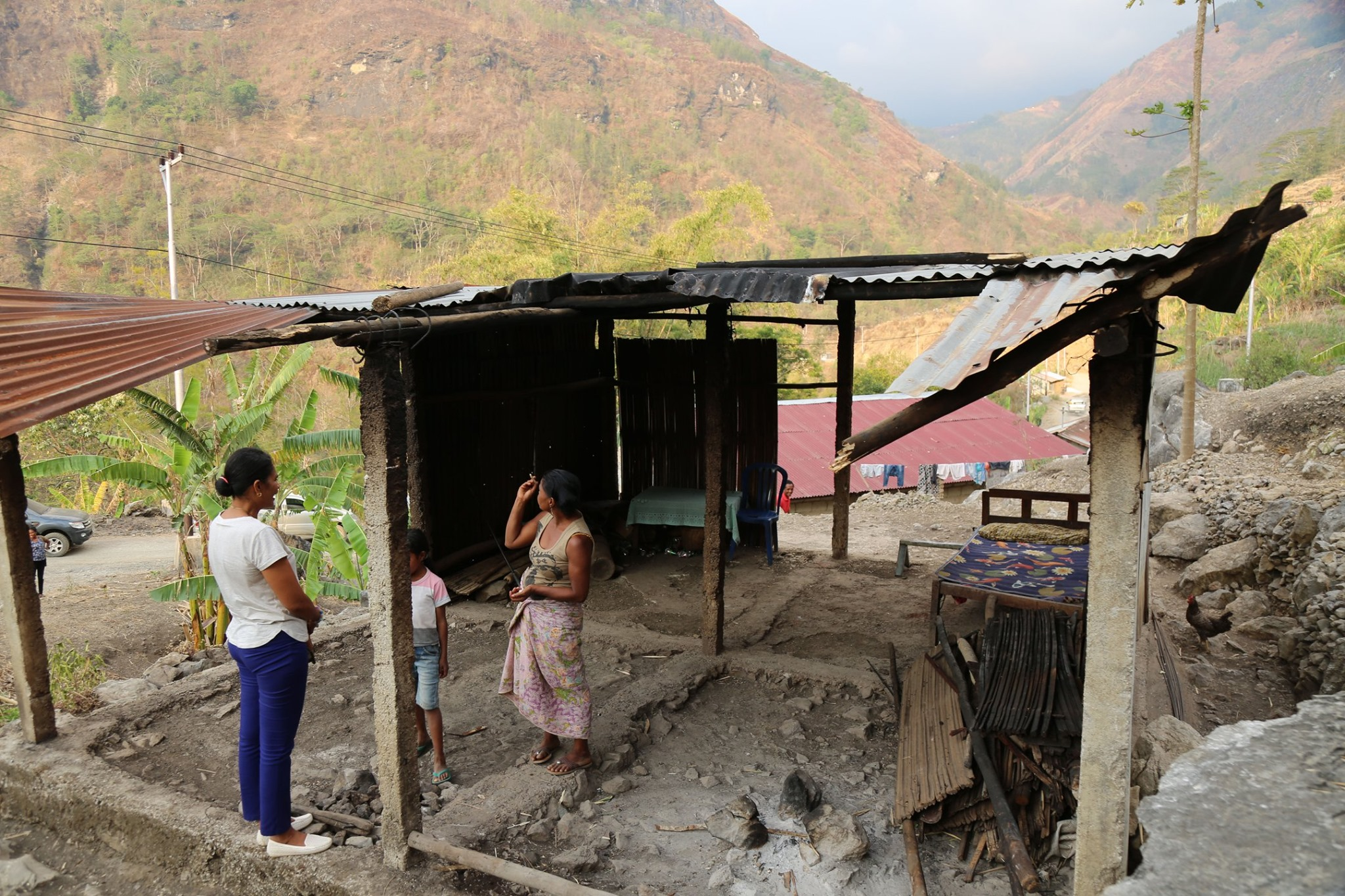
Zerstörtes Haus